# 8 uur van Bahrein 2022
De 8 uur van Bahrein 2022 was de zesde en laatste race van het FIA World Endurance Championship-seizoen 2022. De race werd verreden op 12 november 2022 op het Bahrain International Circuit nabij Sakhir, Bahrein. Het is tevens de laatste race van de LMGTE Pro-klasse.
De race werd gewonnen door de Toyota Gazoo Racing #7 van Mike Conway, Kamui Kobayashi en José María López. De LMP2-klasse werd gewonnen door de WRT #31 van Robin Frijns, Sean Gelael en René Rast. De LMP2 Pro-Am-klasse werd gewonnen door de AF Corse #83 van Nicklas Nielsen, François Perrodo en Alessio Rovera. De LMGTE Pro-klasse werd gewonnen door de AF Corse #52 van Antonio Fuoco en Miguel Molina. De LMGTE Am-klasse werd gewonnen door de Team Project 1 #46 van Matteo Cairoli, Nicolas Leutwiler en Mikkel O. Pedersen.

## Inschrijvingen
In de Hypercar-klasse nam Nico Müller de plaats van James Rossiter in de #94 Peugeot TotalEnergies in, ter voorbereiding op zijn eerste volledige seizoen met het team in 2023. Müller zat zelf oorspronkelijk in de #10 Vector Sport in de LMP2-klasse, waar Renger van der Zande hem verving. Ook in de LMP2-klasse kerde de #44 ARC Bratislava terug, met Miroslav Konôpka, Mathias Beche en Richard Bradley als coureurs. In de #31 WRT (LMP2) en de #54 AF Corse (LMGTE Am) keerden René Rast en Nick Cassidy terug nadat zij de vorige race vanwege verplichtingen in de DTM over moesten slaan. In de LMGTE Am-klasse werden Ollie Millroy en Takeshi Kimura in de #56 Team Project 1 vervangen door P. J. Hyett en Gunnar Jeannette.

## Kwalificatie
Tijden vetgedrukt betekent de snelste tijd in die klasse.
| Pos. | Klasse      | No. | Team                      | Tijd     | Grid |
| ---- | ----------- | --- | ------------------------- | -------- | ---- |
| 1    | Hypercar    | 8   | Toyota Gazoo Racing       | 1:46.800 | 1    |
| 2    | Hypercar    | 93  | Peugeot TotalEnergies     | 1:47.610 | 2    |
| 3    | Hypercar    | 7   | Toyota Gazoo Racing       | 1:47.738 | 3    |
| 4    | Hypercar    | 94  | Peugeot TotalEnergies     | 1:48.334 | 4    |
| 5    | Hypercar    | 36  | Alpine Elf Team           | 1:48.343 | 5    |
| 6    | LMP2        | 41  | RealTeam by WRT           | 1:50.330 | 6    |
| 7    | LMP2        | 38  | Jota                      | 1:50.467 | 7    |
| 8    | LMP2        | 22  | United Autosports USA     | 1:50.497 | 8    |
| 9    | LMP2 Pro-Am | 83  | AF Corse                  | 1:50.546 | 9    |
| 10   | LMP2 Pro-Am | 44  | ARC Bratislava            | 1:50.619 | 10   |
| 11   | LMP2        | 23  | United Autosports USA     | 1:50.661 | 11   |
| 12   | LMP2        | 10  | Vector Sport              | 1:50.766 | 12   |
| 13   | LMP2        | 31  | WRT                       | 1:50.802 | 13   |
| 14   | LMP2        | 1   | Richard Mille Racing Team | 1:50.857 | 14   |
| 15   | LMP2        | 9   | Prema Orlen Team          | 1:51.110 | 15   |
| 16   | LMP2 Pro-Am | 45  | Algarve Pro Racing        | 1:51.479 | 16   |
| 17   | LMP2        | 34  | Inter Europol Competition | 1:51.661 | 17   |
| 18   | LMP2 Pro-Am | 35  | Ultimate                  | 1:51.821 | 18   |
| 19   | LMGTE Pro   | 91  | Porsche GT Team           | 1:56.143 | 19   |
| 20   | LMGTE Pro   | 52  | AF Corse                  | 1:56.419 | 20   |
| 21   | LMGTE Pro   | 92  | Porsche GT Team           | 1:56.439 | 21   |
| 22   | LMGTE Pro   | 51  | AF Corse                  | 1:56.472 | 22   |
| 23   | LMGTE Pro   | 64  | Corvette Racing           | 1:57.539 | 23   |
| 24   | LMGTE Am    | 85  | Iron Dames                | 1:59.186 | 24   |
| 25   | LMP2        | 28  | Jota                      | 1:59.503 | 25   |
| 26   | LMGTE Am    | 33  | TF Sport                  | 1:59.698 | 26   |
| 27   | LMGTE Am    | 77  | Dempsey-Proton Racing     | 1:59.708 | 27   |
| 28   | LMGTE Am    | 46  | Team Project 1            | 2:00.030 | 28   |
| 29   | LMGTE Am    | 54  | AF Corse                  | 2:00.489 | 29   |
| 30   | LMGTE Am    | 86  | GR Racing                 | 2:00.597 | 30   |
| 31   | LMGTE Am    | 21  | AF Corse                  | 2:00.715 | 31   |
| 32   | LMGTE Am    | 71  | Spirit of Race            | 2:00.733 | 32   |
| 33   | LMGTE Am    | 98  | Northwest AMR             | 2:01.100 | 33   |
| 34   | LMGTE Am    | 60  | Iron Lynx                 | 2:01.303 | 34   |
| 35   | LMGTE Am    | 56  | Team Project 1            | 2:01.307 | 35   |
| 36   | LMGTE Am    | 88  | Dempsey-Proton Racing     | 2:01.361 | 36   |
| 37   | LMGTE Am    | 777 | D'Station Racing          | 2:01.730 | 37   |

## Uitslag
Winnaars in hun klasse zijn vetgedrukt; Hypercar is rood, LMP2 is blauw, LMGTE Pro is groen en LMGTE Am is oranje.
| Pos. | Klasse      | No. | Team                      | Coureurs                                               | Chassis                       | Banden | Ronden | Tijd/Reden      |
| Pos. | Klasse      | No. | Team                      | Coureurs                                               | Motor                         | Banden | Ronden | Tijd/Reden      |
| ---- | ----------- | --- | ------------------------- | ------------------------------------------------------ | ----------------------------- | ------ | ------ | --------------- |
| 1    | Hypercar    | 7   | Toyota Gazoo Racing       | Mike Conway Kamui Kobayashi José María López           | Toyota GR010 Hybrid           | M      | 245    | 8:00:40.920     |
| 1    | Hypercar    | 7   | Toyota Gazoo Racing       | Mike Conway Kamui Kobayashi José María López           | Toyota 3.5 L Turbo V6         | M      | 245    | 8:00:40.920     |
| 2    | Hypercar    | 8   | Toyota Gazoo Racing       | Sébastien Buemi Brendon Hartley Ryō Hirakawa           | Toyota GR010 Hybrid           | M      | 245    | +45.471         |
| 2    | Hypercar    | 8   | Toyota Gazoo Racing       | Sébastien Buemi Brendon Hartley Ryō Hirakawa           | Toyota 3.5 L Turbo V6         | M      | 245    | +45.471         |
| 3    | Hypercar    | 36  | Alpine Elf Team           | André Negrão Nicolas Lapierre Matthieu Vaxivière       | Alpine A480                   | M      | 243    | +2 ronden       |
| 3    | Hypercar    | 36  | Alpine Elf Team           | André Negrão Nicolas Lapierre Matthieu Vaxivière       | Gibson GL458 4.5 L V8         | M      | 243    | +2 ronden       |
| 4    | Hypercar    | 94  | Peugeot TotalEnergies     | Loïc Duval Gustavo Menezes Nico Müller                 | Peugeot 9X8                   | M      | 239    | +6 ronden       |
| 4    | Hypercar    | 94  | Peugeot TotalEnergies     | Loïc Duval Gustavo Menezes Nico Müller                 | Peugeot 2.6 L Turbo V6        | M      | 239    | +6 ronden       |
| 5    | LMP2        | 31  | Team WRT                  | Sean Gelael Robin Frijns René Rast                     | Oreca 07                      | G      | 237    | +8 ronden       |
| 5    | LMP2        | 31  | Team WRT                  | Sean Gelael Robin Frijns René Rast                     | Gibson GK428 4.2 L V8         | G      | 237    | +8 ronden       |
| 6    | LMP2        | 23  | United Autosports USA     | Oliver Jarvis Alex Lynn Josh Pierson                   | Oreca 07                      | G      | 237    | +8 ronden       |
| 6    | LMP2        | 23  | United Autosports USA     | Oliver Jarvis Alex Lynn Josh Pierson                   | Gibson GK428 4.2 L V8         | G      | 237    | +8 ronden       |
| 7    | LMP2        | 38  | Jota                      | Roberto González António Félix da Costa Will Stevens   | Oreca 07                      | G      | 236    | +9 ronden       |
| 7    | LMP2        | 38  | Jota                      | Roberto González António Félix da Costa Will Stevens   | Gibson GK428 4.2 L V8         | G      | 236    | +9 ronden       |
| 8    | LMP2        | 9   | Prema Orlen Team          | Robert Kubica Louis Delétraz Lorenzo Colombo           | Oreca 07                      | G      | 236    | +9 ronden       |
| 8    | LMP2        | 9   | Prema Orlen Team          | Robert Kubica Louis Delétraz Lorenzo Colombo           | Gibson GK428 4.2 L V8         | G      | 236    | +9 ronden       |
| 9    | LMP2        | 41  | RealTeam by Team WRT      | Rui Andrade Ferdinand Habsburg Norman Nato             | Oreca 07                      | G      | 236    | +9 ronden       |
| 9    | LMP2        | 41  | RealTeam by Team WRT      | Rui Andrade Ferdinand Habsburg Norman Nato             | Gibson GK428 4.2 L V8         | G      | 236    | +9 ronden       |
| 10   | LMP2        | 22  | United Autosports USA     | Philip Hanson Filipe Albuquerque Will Owen             | Oreca 07                      | G      | 236    | +9 ronden       |
| 10   | LMP2        | 22  | United Autosports USA     | Philip Hanson Filipe Albuquerque Will Owen             | Gibson GK428 4.2 L V8         | G      | 236    | +9 ronden       |
| 11   | LMP2        | 28  | Jota                      | Oliver Rasmussen Ed Jones Jonathan Aberdein            | Oreca 07                      | G      | 236    | +9 ronden       |
| 11   | LMP2        | 28  | Jota                      | Oliver Rasmussen Ed Jones Jonathan Aberdein            | Gibson GK428 4.2 L V8         | G      | 236    | +9 ronden       |
| 12   | LMP2        | 1   | Richard Mille Racing Team | Lilou Wadoux Paul-Loup Chatin Charles Milesi           | Oreca 07                      | G      | 235    | +10 ronden      |
| 12   | LMP2        | 1   | Richard Mille Racing Team | Lilou Wadoux Paul-Loup Chatin Charles Milesi           | Gibson GK428 4.2 L V8         | G      | 235    | +10 ronden      |
| 13   | LMP2        | 10  | Vector Sport              | Renger van der Zande Ryan Cullen Sébastien Bourdais    | Oreca 07                      | G      | 235    | +10 ronden      |
| 13   | LMP2        | 10  | Vector Sport              | Renger van der Zande Ryan Cullen Sébastien Bourdais    | Gibson GK428 4.2 L V8         | G      | 235    | +10 ronden      |
| 14   | LMP2 Pro-Am | 83  | AF Corse                  | François Perrodo Nicklas Nielsen Alessio Rovera        | Oreca 07                      | G      | 235    | +10 ronden      |
| 14   | LMP2 Pro-Am | 83  | AF Corse                  | François Perrodo Nicklas Nielsen Alessio Rovera        | Gibson GK428 4.2 L V8         | G      | 235    | +10 ronden      |
| 15   | LMP2 Pro-Am | 35  | Ultimate                  | Jean-Baptiste Lahaye Matthieu Lahaye François Heriau   | Oreca 07                      | G      | 235    | +10 ronden      |
| 15   | LMP2 Pro-Am | 35  | Ultimate                  | Jean-Baptiste Lahaye Matthieu Lahaye François Heriau   | Gibson GK428 4.2 L V8         | G      | 235    | +10 ronden      |
| 16   | LMP2 Pro-Am | 45  | Algarve Pro Racing        | Steven Thomas James Allen René Binder                  | Oreca 07                      | G      | 235    | +10 ronden      |
| 16   | LMP2 Pro-Am | 45  | Algarve Pro Racing        | Steven Thomas James Allen René Binder                  | Gibson GK428 4.2 L V8         | G      | 235    | +10 ronden      |
| 17   | LMGTE Pro   | 52  | AF Corse                  | Miguel Molina Antonio Fuoco                            | Ferrari 488 GTE Evo           | M      | 231    | +14 ronden      |
| 17   | LMGTE Pro   | 52  | AF Corse                  | Miguel Molina Antonio Fuoco                            | Ferrari F154CB 3.9 L Turbo V8 | M      | 231    | +14 ronden      |
| 18   | LMGTE Pro   | 64  | Corvette Racing           | Tommy Milner Nick Tandy                                | Chevrolet Corvette C8.R       | M      | 230    | +15 ronden      |
| 18   | LMGTE Pro   | 64  | Corvette Racing           | Tommy Milner Nick Tandy                                | Chevrolet 5.5 L V8            | M      | 230    | +15 ronden      |
| 19   | LMGTE Pro   | 92  | Porsche GT Team           | Michael Christensen Kévin Estre                        | Porsche 911 RSR-19            | M      | 230    | +15 ronden      |
| 19   | LMGTE Pro   | 92  | Porsche GT Team           | Michael Christensen Kévin Estre                        | Porsche 4.2 L Flat-6          | M      | 230    | +15 ronden      |
| 20   | LMGTE Pro   | 91  | Porsche GT Team           | Gianmaria Bruni Richard Lietz                          | Porsche 911 RSR-19            | M      | 230    | +15 ronden      |
| 20   | LMGTE Pro   | 91  | Porsche GT Team           | Gianmaria Bruni Richard Lietz                          | Porsche 4.2 L Flat-6          | M      | 230    | +15 ronden      |
| 21   | LMGTE Pro   | 51  | AF Corse                  | Alessandro Pier Guidi James Calado                     | Ferrari 488 GTE Evo           | M      | 227    | +18 ronden      |
| 21   | LMGTE Pro   | 51  | AF Corse                  | Alessandro Pier Guidi James Calado                     | Ferrari F154CB 3.9 L Turbo V8 | M      | 227    | +18 ronden      |
| 22   | LMP2 Pro-Am | 44  | ARC Bratislava            | Miroslav Konôpka Mathias Beche Richard Bradley         | Oreca 07                      | G      | 227    | +18 ronden      |
| 22   | LMP2 Pro-Am | 44  | ARC Bratislava            | Miroslav Konôpka Mathias Beche Richard Bradley         | Gibson GK428 4.2 L V8         | G      | 227    | +18 ronden      |
| 23   | LMGTE Am    | 46  | Team Project 1            | Matteo Cairoli Mikkel O. Pedersen Nicolas Leutwiler    | Porsche 911 RSR-19            | M      | 226    | +19 ronden      |
| 23   | LMGTE Am    | 46  | Team Project 1            | Matteo Cairoli Mikkel O. Pedersen Nicolas Leutwiler    | Porsche 4.2 L Flat-6          | M      | 226    | +19 ronden      |
| 24   | LMGTE Am    | 56  | Team Project 1            | Ben Barnicoat P. J. Hyett Gunnar Jeannette             | Porsche 911 RSR-19            | M      | 226    | +19 ronden      |
| 24   | LMGTE Am    | 56  | Team Project 1            | Ben Barnicoat P. J. Hyett Gunnar Jeannette             | Porsche 4.2 L Flat-6          | M      | 226    | +19 ronden      |
| 25   | LMGTE Am    | 85  | Iron Dames                | Rahel Frey Sarah Bovy Michelle Gatting                 | Ferrari 488 GTE Evo           | M      | 226    | +19 ronden      |
| 25   | LMGTE Am    | 85  | Iron Dames                | Rahel Frey Sarah Bovy Michelle Gatting                 | Ferrari F154CB 3.9 L Turbo V8 | M      | 226    | +19 ronden      |
| 26   | LMGTE Am    | 33  | TF Sport                  | Ben Keating Marco Sørensen Henrique Chaves             | Aston Martin Vantage AMR      | M      | 226    | +19 ronden      |
| 26   | LMGTE Am    | 33  | TF Sport                  | Ben Keating Marco Sørensen Henrique Chaves             | Aston Martin 4.0 L Turbo V8   | M      | 226    | +19 ronden      |
| 27   | LMGTE Am    | 98  | Northwest AMR             | Paul Dalla Lana David Pittard Nicki Thiim              | Aston Martin Vantage AMR      | M      | 226    | +19 ronden      |
| 27   | LMGTE Am    | 98  | Northwest AMR             | Paul Dalla Lana David Pittard Nicki Thiim              | Aston Martin 4.0 L Turbo V8   | M      | 226    | +19 ronden      |
| 28   | LMGTE Am    | 86  | GR Racing                 | Ben Barker Riccardo Pera Michael Wainwright            | Porsche 911 RSR-19            | M      | 226    | +19 ronden      |
| 28   | LMGTE Am    | 86  | GR Racing                 | Ben Barker Riccardo Pera Michael Wainwright            | Porsche 4.2 L Flat-6          | M      | 226    | +19 ronden      |
| 29   | LMGTE Am    | 54  | AF Corse                  | Thomas Flohr Francesco Castellacci Nick Cassidy        | Ferrari 488 GTE Evo           | M      | 226    | +19 ronden      |
| 29   | LMGTE Am    | 54  | AF Corse                  | Thomas Flohr Francesco Castellacci Nick Cassidy        | Ferrari F154CB 3.9 L Turbo V8 | M      | 226    | +19 ronden      |
| 30   | LMGTE Am    | 77  | Dempsey-Proton Racing     | Christian Ried Sebastian Priaulx Harry Tincknell       | Porsche 911 RSR-19            | M      | 226    | +19 ronden      |
| 30   | LMGTE Am    | 77  | Dempsey-Proton Racing     | Christian Ried Sebastian Priaulx Harry Tincknell       | Porsche 4.2 L Flat-6          | M      | 226    | +19 ronden      |
| 31   | LMGTE Am    | 60  | Iron Lynx                 | Claudio Schiavoni Matteo Cressoni Giancarlo Fisichella | Ferrari 488 GTE Evo           | M      | 225    | +20 ronden      |
| 31   | LMGTE Am    | 60  | Iron Lynx                 | Claudio Schiavoni Matteo Cressoni Giancarlo Fisichella | Ferrari F154CB 3.9 L Turbo V8 | M      | 225    | +20 ronden      |
| 32   | LMGTE Am    | 777 | D'Station Racing          | Satoshi Hoshino Tomonobu Fujii Charlie Fagg            | Aston Martin Vantage AMR      | M      | 225    | +20 ronden      |
| 32   | LMGTE Am    | 777 | D'Station Racing          | Satoshi Hoshino Tomonobu Fujii Charlie Fagg            | Aston Martin 4.0 L Turbo V8   | M      | 225    | +20 ronden      |
| 33   | LMGTE Am    | 21  | AF Corse                  | Simon Mann Christoph Ulrich Toni Vilander              | Ferrari 488 GTE Evo           | M      | 225    | +20 ronden      |
| 33   | LMGTE Am    | 21  | AF Corse                  | Simon Mann Christoph Ulrich Toni Vilander              | Ferrari F154CB 3.9 L Turbo V8 | M      | 225    | +20 ronden      |
| 34   | LMGTE Am    | 88  | Dempsey-Proton Racing     | Fred Poordad Patrick Lindsey Jan Heylen                | Porsche 911 RSR-19            | M      | 224    | +21 ronden      |
| 34   | LMGTE Am    | 88  | Dempsey-Proton Racing     | Fred Poordad Patrick Lindsey Jan Heylen                | Porsche 4.2 L Flat-6          | M      | 224    | +21 ronden      |
| 35   | LMGTE Am    | 71  | Spirit of Race            | Franck Dezoteux Pierre Ragues Gabriel Aubry            | Ferrari 488 GTE Evo           | M      | 224    | +21 ronden      |
| 35   | LMGTE Am    | 71  | Spirit of Race            | Franck Dezoteux Pierre Ragues Gabriel Aubry            | Ferrari F154CB 3.9 L Turbo V8 | M      | 224    | +21 ronden      |
| NC   | LMP2        | 34  | Inter Europol Competition | Jakub Śmiechowski Alex Brundle Esteban Gutiérrez       | Oreca 07                      | G      | 231    | Aandrijving     |
| NC   | LMP2        | 34  | Inter Europol Competition | Jakub Śmiechowski Alex Brundle Esteban Gutiérrez       | Gibson GK428 4.2 L V8         | G      | 231    | Aandrijving     |
| DNF  | Hypercar    | 93  | Peugeot TotalEnergies     | Paul di Resta Mikkel Jensen Jean-Éric Vergne           | Peugeot 9X8                   | M      | 171    | Versnellingsbak |
| DNF  | Hypercar    | 93  | Peugeot TotalEnergies     | Paul di Resta Mikkel Jensen Jean-Éric Vergne           | Peugeot 2.6 L Turbo V6        | M      | 171    | Versnellingsbak |

## Eindstanden na wedstrijd
Hypercar (coureurs)
| Pos | Coureur                                          | Punten |
| --- | ------------------------------------------------ | ------ |
| 1   | Sébastien Buemi Brendon Hartley Ryō Hirakawa     | 149    |
| 2   | André Negrão Nicolas Lapierre Matthieu Vaxivière | 144    |
| 3   | Mike Conway Kamui Kobayashi José María López     | 133    |
| 4   | Olivier Pla Romain Dumas                         | 70     |
| 5   | Pipo Derani                                      | 47     |

Hypercar (constructeurs)
| Pos | Constructeur | Punten |
| --- | ------------ | ------ |
| 1   | Toyota       | 186    |
| 2   | Alpine       | 144    |
| 3   | Glickenhaus  | 70     |
| 4   | Peugeot      | 42     |

LMGTE (coureurs)
| Pos | Coureur                            | Punten |
| --- | ---------------------------------- | ------ |
| 1   | Alessandro Pier Guidi James Calado | 135    |
| 2   | Michael Christensen Kévin Estre    | 132    |
| 3   | Antonio Fuoco Miguel Molina        | 131    |
| 4   | Gianmaria Bruni                    | 125    |
| 5   | Richard Lietz                      | 115    |

LMGTE (constructeurs)
| Pos | Constructeur | Punten |
| --- | ------------ | ------ |
| 1   | Ferrari      | 269    |
| 2   | Porsche      | 257    |
| 3   | Chevrolet    | 102    |

LMP2 (coureurs)
| Pos | Coureur                                              | Punten |
| --- | ---------------------------------------------------- | ------ |
| 1   | António Félix da Costa Roberto González Will Stevens | 137    |
| 2   | Sean Gelael Robin Frijns                             | 116    |
| 3   | Oliver Jarvis Josh Pierson                           | 113    |
| 4   | Rui Andrade Ferdinand Habsburg Norman Nato           | 96     |
| 5   | Lorenzo Colombo Louis Delétraz Robert Kubica         | 94     |

LMP2 (teams)
| Pos | Nr | Team                  | Punten |
| --- | -- | --------------------- | ------ |
| 1   | 38 | Jota                  | 137    |
| 2   | 31 | WRT                   | 116    |
| 3   | 23 | United Autosports USA | 113    |
| 4   | 41 | RealTeam by WRT       | 96     |
| 5   | 9  | Prema Orlen Team      | 94     |

LMP2 Pro-Am (coureurs)
| Pos | Coureur                                              | Punten |
| --- | ---------------------------------------------------- | ------ |
| 1   | François Perrodo Nicklas Nielsen Alessio Rovera      | 177    |
| 2   | Steven Thomas James Allen René Binder                | 154    |
| 3   | Jean-Baptiste Lahaye Matthieu Lahaye François Heriau | 129    |
| 4   | Miroslav Konôpka                                     | 78     |
| 5   | Mathias Beche                                        | 48     |

LMP2 Pro-Am (teams)
| Pos | Nr | Team               | Punten |
| --- | -- | ------------------ | ------ |
| 1   | 83 | AF Corse           | 177    |
| 2   | 45 | Algarve Pro Racing | 154    |
| 3   | 35 | Ultimate           | 129    |
| 4   | 44 | ARC Bratislava     | 78     |

LMGTE Am (coureurs)
| Pos | Coureur                                   | Punten |
| --- | ----------------------------------------- | ------ |
| 1   | Ben Keating Marco Sørensen                | 141    |
| 2   | Paul Dalla Lana David Pittard Nicki Thiim | 118    |
| 3   | Henrique Chaves                           | 113    |
| 4   | Rahel Frey                                | 93     |
| 5   | Sarah Bovy Michelle Gatting               | 92     |

LMGTE Am (teams)
| Pos | Nr | Team                  | Punten |
| --- | -- | --------------------- | ------ |
| 1   | 33 | TF Sport              | 141    |
| 2   | 98 | Northwest AMR         | 118    |
| 3   | 85 | Iron Dames            | 93     |
| 4   | 77 | Dempsey-Proton Racing | 83     |
| 5   | 46 | Team Project 1        | 71     |